# Tehuana diabolis
Tehuana diabolis is een krabbensoort uit de familie van de Pseudothelphusidae. De wetenschappelijke naam van de soort is voor het eerst geldig gepubliceerd in 1978 door Pretzmann.